# Northbound

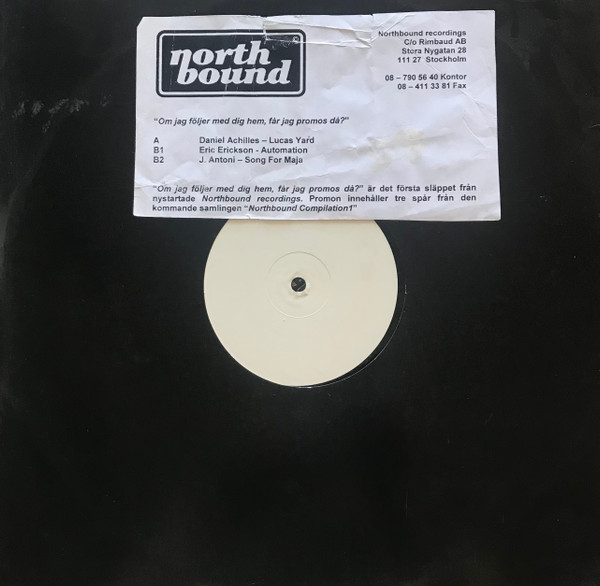
Tolvtums promotionvinyl for Northbound Recordings.

Northbound var ett svenskt skivbolag med fokus på house grundat i Stockholm 1998 av Johnny Ragnarsson. Skivbolaget samlade producenter från flera delar av Sverige och släppte två stycken samlingsskivor utöver ett stort antal tolvtumssinglar. 
Bland artisterna på skivbolaget fanns David Panda, Daniel Achilles, Laid, Martin Venetjoki och Håkan Lidbo. Många av artisterna turnerade som DJ's i skivbolagets namn runt Skandinavien och Baltikum.
Northbound hade även två systeretiketter. Frunk Records Sthlm och Hyrp som ägnar sig åt techno.